# Episodi di Alice Nevers - Professione giudice (undicesima stagione)
L’undicesima stagione della serie televisiva Alice Nevers - Professione giudice, composta da otto episodi, viene trasmessa per la prima volta da TF1 dal 23 maggio al 13 giugno 2013.
In Italia, è stata trasmessa dal 28 maggio al 18 giugno 2020 su Giallo.
| nº | Titolo originale                     | Titolo italiano                           | Prima TV Francia | Prima TV Italia |
| -- | ------------------------------------ | ----------------------------------------- | ---------------- | --------------- |
| 1  | Tout confort                         | L'appartamento                            | 23 maggio 2013   | 28 maggio 2020  |
| 2  | Trop mortel                          | Talento 2.0.                              | 23 maggio 2013   | 28 maggio 2020  |
| 3  | Trop d'amour                         | Troppo amore                              | 30 maggio 2013   | 4 giugno 2020   |
| 4  | Au-delà des apparences               | Oltre le apparenze                        | 30 maggio 2013   | 4 giugno 2020   |
| 5  | Peur en ville                        | Paura in città                            | 6 giugno 2013    | 11 giugno 2020  |
| 6  | Amazones                             | Le Amazzoni                               | 6 giugno 2013    | 11 giugno 2020  |
| 7  | Blessures invisibles, 1e & 2e partie | Ferite invisibili (prima e seconda parte) | 13 giugno 2013   | 18 giugno 2020  |
| 8  | Blessures invisibles, 1e & 2e partie | Ferite invisibili (prima e seconda parte) | 13 giugno 2013   | 18 giugno 2020  |

## L'appartamento
- Titolo originale: Tout confort
- Diretto da: Laurence Lèvy
- Scritto da: Lionel Olenga e Claire Alexandrakis

### Trama
Marquand, dopo aver lasciato l'ospedale è alla ricerca di un nuovo appartamento quando un'agente immobiliare con cui ha un appuntamento, muore precipitata schiantandosi sul tetto della sua auto. Una giovane madre in fase di divorzio ha avuto difficoltà a trovare un alloggio. Da parte sua, Alice trova difficile perdonare Mathieu per le sue bugie poiché era vicino alla morte.

## Talento 2.0.
- Titolo originale: Trop mortel
- Diretto da: Laurence Lévy
- Scritto da: Martin Brossollet e Maxime Govaré

### Trama
Un astro nascente del web muore in diretta davanti a migliaia di spettatori, dotato di talento, era completamente sopraffatto dall'amore dei suoi fan, ma il suo umorismo gli aveva anche procurato dei nemici. Allo stesso tempo, Marquand veglia su Alice che sta cercando di resistere dopo la scomparsa di Mathieu.

## Troppo amore
- Titolo originale: Trop d'amour
- Diretto da: Thierry Petit
- Scritto da: Maxime Govaré e Claire Alexandrakis

### Trama
Una giovane tata viene trovata morta presso i suoi datori di lavoro, a pochi metri dalla culla del bambino di cui si prendeva cura. I genitori hanno poche informazioni sulla vita della vittima, ma gli investigatori scoprono che hanno nascosto una macchina fotografica in un orsacchiotto. Marquand libera Alice che si è trovata sotto la custodia della polizia.

## Oltre le apparenze
- Titolo originale: Au-delà des apparences
- Diretto da: Laurence Lévy
- Scritto da: Alice Chegaray-Breugnot e Nicolas Jean

### Trama
Una co-direttrice di un laboratorio di abiti da sposa viene uccisa con un paio di forbici, sembra una rapina finita male, ma gli inquirenti non si fanno ingannare. Si scopre che la vittima e il marito tesseravano l'amore perfetto, ma scoprono anche che la vittima preferiva le donne agli uomini. Alice inizia a mettere via le cose di Mathieu e fa una cosa sbalorditiva.

## Paura in città
- Titolo originale: Peur en ville
- Diretto da: Thierry Petit
- Scritto da: Robin Barataud, Lionel Olenga e Martin Brossollet

### Trama
Un poliziotto nonché portiere di un complesso residenziale, viene trovato morto. La vittima era stata appena assunta per garantire la sicurezza del quartiere e aveva supervisionato l'installazione di telecamere di sorveglianza ad ogni angolo di strada. Alice va nell'appartamento di Mathieu e scopre la foto di un'altra famiglia.

## Le Amazzoni
- Titolo originale: Amazones
- Diretto da: Thierry Petit
- Scritto da: Martin Brossollet e Nicolas Simonin

### Trama
Una ballerina e coreografa promettente viene uccisa il giorno prima del suo tour in Inghilterra. Alice e Marquand capiscono che la vittima nascondeva un segreto: era a capo di giovani donne chiamata Le Amazzoni. Contemporaneamente Alice riceve notizie da Mathieu che le fissa un personaggio.

## Ferite invisibili (prima e seconda parte)
- Titolo originale: Blessures invisibles, 1 e 2ª partie
- Diretto da: Éric Le Roux
- Scritto da: Jean-Marc Dobel, Christian Mouchard, Patrick Tringale e Claire Alexandrakis

### Trama
Un reporter di guerra, si sveglia accanto al cadavere della sua compagna nonché soldatessa di ritorno dall'Afghanistan. L'uomo, che ha un disturbo da stress post-traumatico, è convinto di averla uccisa durante un crollo psicotico. Alice e Marquand indagano nell'esercito francese. Alice protegge Mathieu, minacciato di morte dal trafficante di diamanti. Marquand e Max intervengono a casa del sergente dell'esercito poco prima che si verifichi l'esplosione. Alice e suo figlio sono ora minacciati da coloro che hanno minacciato Mathieu. 